# Banc de França
El Banc de França (en francès: Banque de France) és el banc central de França; està supeditat al Banc Central Europeu (BCE). La seva principal responsabilitat és definir la política del tipus d'interès en el Sistema Europeu de Bancs Centrals (SEBC). La seva oficina central es troba a París.

## Relació amb el SEBC
L'1 de juny de 1998, es va crear una nova institució, el Banc Central Europeu (BCE), responsable de la política monetària comuna de l'Euro. El cos del BCE estava format per tots els bancs centrals nacionals dels països membres de la Unió Europea, constituïts en el Sistema Europeu de Bancs Centrals (SEBC).
El SEBC és un marc institucional per a la política monetària única de l'Euro. D'acord amb la web del Banque de France, la "repartició de responsabilitats entre el BCE i els respectius bancs centrals està basada en una significativa descentralització dirigida a la política monetària única del SEBC".

## Història[1]
- 1716 John Law obre el Banque Générale.
- 1718 El Banque Generale és adquirit pel govern i reanomenat Banque Royale.
- 1800 Creació del Banc de França (Banque de France).
- 1808-1936 Els bitllets expedits al banc comencen a ser legals; expansió de la xarxa de sucursals.
- 1936-1945 Nacionalització.
- 1973 Revisió dels estatuts del Banc.
- 1992 Roben 150 milions de francs (uns 22 milions d'euros) a la seu situada a Toulon.[2]
- 1993 Extensiva reforma per garantir la independència del banc, per assegurar l'estabilitat de preus, a costa de la política interior. Aquesta reforma aclareix el camí a la unió monetària europea.
- 1998 Entrada en el sistema europeu de Bancs Centrals.